# A Daughter's a Daughter (Agatha Christie-színdarab)
A Daughter's a Daughter Agatha Christie Mary Westmacott álnéven írt 1952-es lélektani regénye, valamint a regény alapján átírt,1956-ban bemutatott színdarabja. A regényt Magyarországon A lányom mindig a lányom címmel adta ki a Partvonal kiadó, valamint a Hungalibri kiadó. Ez Christie ötödik Westmacott néven írt regénye, mely szokatlan módon nem a krimi, hanem családi dráma vonalat követi.
Az '50-es években Christie megkereste az Egérfogó későbbi producerét, Peter Saunderst, hogy mutassák be a regény színdarab-átiratát. 1956-ban végül meg is valósult az első produkció az angliai Bath Theatre Royal színházban.
A színdarab a West Endet végül évtizedekkel később, 2009-ben hódította meg Jenny Seagrove és Honeysuckle Weeks főszereplésével.
A producer Bill Kenwright úgy jellemezte a darabot, hogy "brutális és elképesztően őszinte".
Színpadon Magyarországon még nem került bemutatásra.

## Szereplők
- Edith
- Ann Prentice
- Richard Cauldfield
- Dame Laura Whitstable
- Sarah Prentice
- Jerry Lloyd
- Lawrence Steene
- Basil Mowbray
- Doris Cauldfield

## Szinopszis
Egy anya és lánya közti kapcsolat féltékenységgé fajul, amikor az anya, Ann Prentice beleszeret Richard Cauldfieldbe, és reméli, hogy talán életében még egyszer újra boldog lehet. Az egyetlen lánya, Sarah viszont egyáltalán nem tud megbékélni azzal a gondolattal, hogy az édesanyja újraházasodjon, így mindent megtesz azért, hogy ez ne így legyen.
Harag és sértődés fertőzi meg kapcsolatukat, s mind Ann, mind pedig Sarah máshol keres boldogulást. Vajon ezentúl örökké ellenségek lesznek, vagy a szeretetük felülkerekedik a féltékenységen?